# القوافل الرياضية بقفصة
القوافل الرياضية بقفصة أو قوافل قفصة، هو ناد رياضي تونسي مقره مدينة قفصة. ينافس فريق كرة القدم للنادي على لقب الرابطة التونسية المحترفة لكرة القدم لموسم 2007-2008. صعد الفريق لأول مرة للدرجة الأولى في أعقاب موسم 2003/2004 بعد أن أنهاه في المرتبة الثانية. أنهى أول موسم له في النخبة في المرتبة التاسعة. سنة 2007 شارك الفريق لأول مرة في كأس الكونفيديرالية الإفريقية وانسحب في الدور الثالث أمام فريق ماميلودي سانداونز الجنوب الإفريقي. في صيف 2007 انتخب محمود عبود رئيسا للنادي خلفا لفوزي القطاري، وعين خالد بن يحيى كمدرب خلفا لفريد بن بلقاسم. في نوفمبر 2007 عوض بن يحيى بعز الدين خميلة الذي قاد الفريق إلى فبراير 2008 تاريخ تعويضه بسمير الجويلي.انسحب أمام الترجي الرياضي التونسي في الدور نصف النهائي لكأس تونس لكرة القدم لموسم 2007-2008 بنتيجة (2-3).
و من 2008 حتى الان لا زالت القوافل تحقق الخسائر و كان البصاص

## التاريخ
تم إنشاء النادي بعد الاندماج بين أندية الاتحاد الرياضي بقفصة و الملعب القفصي كجزء من رعايته من قبل مؤسسة النقل الإقليمية التي يرأسها الرئيس التنفيذي تولى محمد الرواشد رئاسة النادي لعدة سنوات. بين عامي 1968 و 2004 ، يتطور النادي في القسمين الثاني والثالث قبل ضمان انضمامه في الدوري الثاني ، وللمرة الأولى ، في الدوري الأول حيث يتطور منذ ذلك الحين. في 1987-1988 ، تم تقسيم أندية كرة القدم المختلفة في المدينة إلى ناد يدعى نادي قفصة الرياضية ، وهو اتحاد يدوم موسمًا واحدًا فقط.

## المسيرة الكروية
- 1968 - 1969 : الرابطة الثالثة
- 1969 - 1970 : الرابطة الثانية
- 1970 - 1972 : الرابطة الثالثة
- 1972 - 1976 : الرابطة الثانية
- 1976 - 1978 : الرابطة الثالثة
- 1978 - 1980 : الرابطة الثانية
- 1980 - 1983 : الرابطة الثالثة
- 1983 - 1988 : الرابطة الثانية
- 1988 - 1990 : الرابطة الأولى
- 1990 - 1991 : القسم الشرفي
- 1991 - 1993 : الرابطة الأولى
- 1993 - 1996 : القسم الشرفي
- 1996 - 2000 : القسم الشرفي
- 2000 - 2004 : الرابطة الثانية
- 2004 - 2016 : الرابطة الأولى
- 2016 - 2023: الرابطة الثانية
- 2023: الرابطة الأولى

## أبرز اللاعبين القدامى
- الهادي فلافل من سنة 1967 إلى 1974 الجيل الأول للقوافل
- عبد الرزاق بالحولة من سنة 1967 إلى 1974 الجيل الأول للقوافل
- منصف اللافي من سنة 1967 إلى 1974 الجيل الأول للقوافل
- محمد فطيس من سنة 1967 إلى 1974 الجيل الأول للقوافل
- عبد الوهاب قروي شهر بيتي من سنة 1967 إلى 1974 الجيل الأول للقوافل
- حفناوي ببة من سنة 1967 إلى 1974 الجيل الأول للقوافل
- عبد الباقي حمدي من سنة 1967 إلى 1974 الجيل الأول للقوافل
- عبد العزيز من سنة 1967 إلى 1974 الجيل الأول للقوافل
- الصادق كحواش من سنة 1967 إلى 1974 الجيل الأول للقوافل
- أحمد الجواشي
- نعيم بالربط
- علي خميلة
- زبير خميلة
- مكرم التاجوري
- سلامة القصداوي
- شكيب لشخم
- حمزة الأدب